# Théodore Vernier
Théodore Vernier (Lons-le-Saunier, 28 luglio 1731 – Parigi, 3 febbraio 1818) è stato un politico e avvocato francese.
Figlio dell'avvocato Jean Baptiste Vernier e di Claudine Lecrerc, divenne anch'egli avvocato ed in seguito entrò nella politica francese durante il periodo della Rivoluzione, lavorando per il consiglio d'amministrazione e per il Consolato.

## Carriera
Dopo aver rifiutato il sacerdozio proposto dal padre, entrò nell'arma della polizia per alcuni anni. Avvocato in Parlamento della Franca Contea, Vernier svolse un ruolo politico importante in questo periodo cruciale nella storia della Francia. Nel 1788 pubblicò Le Cri de la Vérité, in cui attaccò gli ordini privilegiati. Venne eletto nel 1789 membro degli Stati generali, presiedendo l'Assemblea nazionale costituente dal 27 agosto al 10 settembre 1791. Membro del Club dei Giacobini, presiedette la corte di Lons-le-Saunier come ruolo secondario.
Vernier era molto interessato al problema delle finanze pubbliche e ha difese l'idea di una tassa equa. I suoi scritti in questo settore hanno avuto una grande influenza e sono stati i migliori scritti sull'argomento nel corso di questo periodo. Nel 1790, pubblicò un testo di 46 pagine, Nouveau plan de finances et d'impositions, formé d'après les décrets de l'Assemblée nationale, considerato da alcuni commentatori come una grande opera nel riesaminare l'intero sistema fiscale, l'imposta fondiaria e la concessione personale delle basi, così come le vecchie tasse.
Nel 1792, in un altro testo, di 26 pagine, Impôt sur le luxe et les richesses, établi d'après les principes qui doivent diriger des législateurs républicains, propose un sistema fiscale molto progressivo simile a quello che conosciamo oggi. Questi scritti ebbero qualche influenza sullo sviluppo della rivoluzione del sistema fiscale.
Theodore Vernier divenne Deputato della Giura e presiedette la Convenzione Nazionale dal 5 al 24 maggio 1795. Dal 5 maggio al 1º settembre 1795, divenne membro del Comitato di Salute Pubblica, dove ricoprì il ruolo di responsabile del commercio e di fornitura.
Sotto il direttorio, è stato membro del Consiglio dei Cinquecento. Divenne senatore dopo il 18 brumaio, carica abolita a causa del colpo di Stato di Napoleone Bonaparte.
Infine, prese il titolo di Conte di Montorient da Luigi XVIII di Francia e si ritirò dalla scena politica. Alla morte, avvenuta nel 1818, venne sepolto nel cimitero di Père-Lachaise.